# Digitální samota
Digitální samota označuje stav, kdy jedinec zažívá pocit osamělosti, přestože je neustále propojen online prostřednictvím digitálních technologií. Jedná se o dlouhodobý pocit izolace a osamění, které může vzniknout v důsledku nadměrného používání digitálních médií a online platforem. Tento stav je zvláště přítomný u Generace Z, která vyrůstá v prostředí neustálé digitální konektivity, což může vést k izolaci, přestože je ve stále větší interakci s ostatními. Digitální samota v této generaci je spojena s pocity deprese, úzkosti a nespokojenosti. Podle odhadů přibližně 60 % lidí generace Z trpí úzkostí a asi třetina depresemi.
Fenomén, který může vzniknout v důsledku nadměrného používání digitálních technologií a online platforem, může být způsoben tím, že se lidé více zaměřují na virtuální interakce a komunikaci, než na skutečné osobní vztahy a fyzickou přítomnost.

### Generace Z
Generace Z, známá také jako generace M, internetová generace, děti nového tisíciletí či zoomeři, je společný název pro skupinu lidí narozených od poloviny 90. let 20. století do roku 2010. Je známá životem online a v rychlém tempu. Dle nového členění je generace Z časována od roku 2000. Generace vyrostla na síti World Wide Web, která začala být dostupná po roce 1991. Nejmladší zástupci této generace se narodili v době světové finanční krize končící kolem roku 2010, následovaní další generací nazvanou Alfa. Rodiči generace Z jsou typicky zástupci Generace X. 
Pro Generaci Z je typické masové používání elektronických zařízení a digitálních technologií, jako je internet a sociální sítě. Jsou charakterizováni jako technologicky zdatní, globálně propojení (ve virtuálním světě), přizpůsobiví a tolerantní k různým kulturám. Spoléhají se pouze na svůj úsudek, přicházejí s novými neotřelými nápady a žijí realitou. Žijí ve světě, který se mění neuvěřitelnou rychlostí. Pro všechny z generace Z je naprosto běžný multitasking.

## Fenomén sociálních sítí

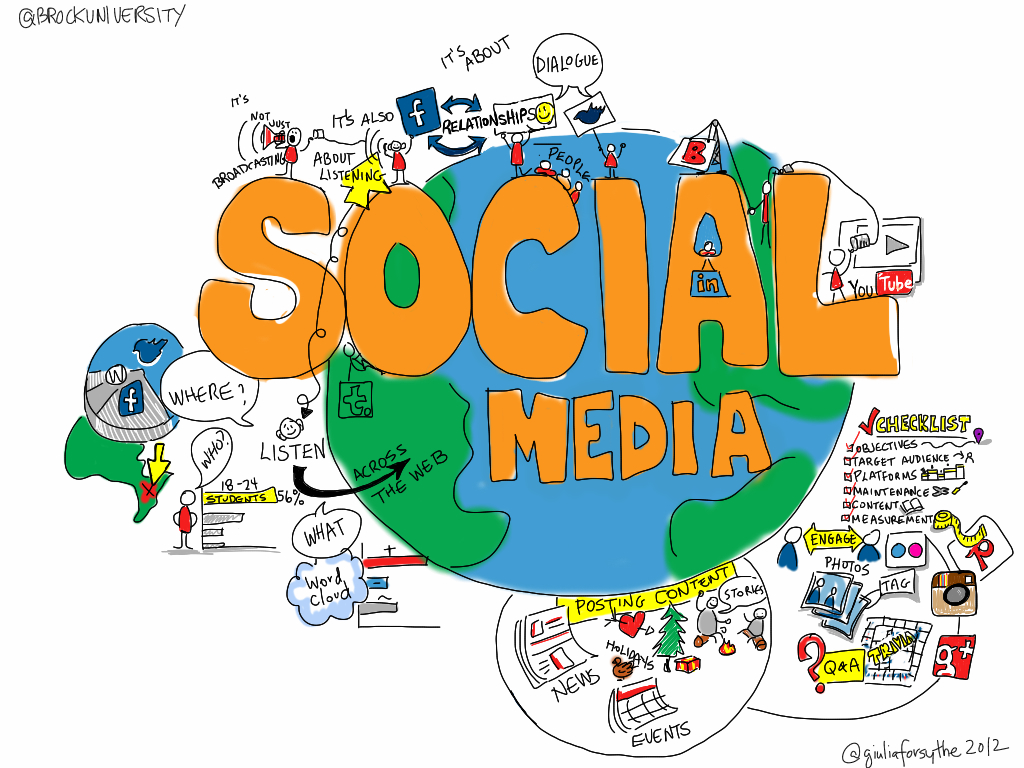
Mezi hlavní příčiny digitální samoty patří nadměrná komunikace na sociálních sítích

Mezi hlavní příčiny digitální samoty patří komunikace na sociálních sítích a pocit muset být neustále v online prostoru. Dnes mezi nejpoužívanější na celém světě patří MySpace, Instagram, Facebook nebo LinkedIn, přičemž západnímu trhu sociálních sítí dominuje Facebook. Právě nadměrné množství času stráveného na sociálních sítích může u mnoha lidí, především mladé generace, způsobovat úzkost. Absence autentické interakce a neustálý proud zpráv a informací, strach, že něco zmeškáme a potřeba být online, způsobuje osamělost, vyčerpanost, výjimkou není ani digitální únava a pocit přetížení. Mezi možná rizika patří i udržování povrchního multitaskingu.

### Vliv technologií na sociální vztahy
Příliš mnoho času stráveného na sociálních sítích může překročit únosnou mez a vést k dysfunkci a poškození mezilidských vztahů, ke zničení kariéry nebo manželství. Podle výzkumů lidé vyjadřují méně pocitů a autenticity a udržují povrchnější vztahy. Postupně klesající empatie a nadměrné používání internetu může vést ke snížení schopností účinně komunikovat, neboť takové nadužívání prokazatelně souvisí s nedostatkem emoční inteligence.
Digitální technologie ovlivňují společenské vztahy, zejména s ohledem na podmínky sociální integrace a participace. To, co na jedné straně může vést k silnějšímu networkingu, rychlejší výměně informací a sociální prestiže, přechází v sociálně patologické jevy, jako je pocit osamělosti.

### Vliv technologií na duševní zdraví
Ve světě neustálého technologického pokroku moderní technologie ovlivňují lidskou psychiku a formují tak život člověka. Ovlivňují mozkové a kognitivní funkce, vizuální vnímání a jazyk, schopnost soustředit se a zpracovávat informace. Tím významnou měrou ovlivňují myšlení a schopnost učení. S nadměrným používáním technologií je spojena řada fyzických zdravotních problémů, včetně únavy očí, sedavého zaměstnání a potíží se spánkem. Kromě toho může mít neustálé vystavování obrazovkám a dalším digitálním podnětům nepříznivý vliv na naše duševní zdraví tím, že způsobuje větší úzkost, osamělost a smutek. Přílišné spoléhání se na technologie při získávání informací a zábavy může narušit naši schopnost kritického myšlení a zabránit nám v hlubokých a smysluplných interakcích. Nadměrné používání technologií a sociálních sítí může mít několik negativních důsledků na zdraví člověka, mezi které patří:
- Digitální závislost
- Úzkost
- Nízké sebevědomí
- Poruchy spánku
- Poruchu pozornosti
- Pocity méněcennosti
- Osamělost
- Snížení sociálních dovedností[11]

## Prevence a preventivní programy
Možnou prevencí před negativním vlivem technologií na lidské zdraví se zdá omezení doby strávené na sociálních sítích, vytvoření pravidelné rutiny a stanovení hranic, kdy se naprosto odřízneme od online světa. Dále uvědomělost a vytváření reálných sociálních vztahů, posilování sebevědomí a hodnotového žebříčku. Možnou alternativou v předcházení rizikům představuje tzv. digitální wellbeing, to znamená schopnost bezpečně používat digitální technologie s ohledem na mentální zdraví, optimálně si rozvrhnout čas strávený s technologiemi, případně osvojení si schopnosti využívat je ve svůj prospěch. Zacílení na rozvoj digitálních kompetencí, bezpečného informačního chování a zvyšováním digitální gramotnosti lze předejít případným rizikům, které online svět přináší, a to napříč všemi věkovými kategoriemi. Stejně jako v případě mnoha jiných odvětvích zdravotní péče, se dnes projevuje snaha o vytváření programů zacílených na ochranu duševního zdraví, které by nabídly spolehlivou a dostupnou péči.

### Organizace zaměřené na ochranu duševního zdraví v oblasti digitálních technologií
V České republice existuje několik programů a iniciativ zaměřených na ochranu duševního zdraví v oblasti digitálních technologií a sociálních sítí:
- Národní ústav duševního zdraví, který zajišťuje programy prevence digitálního stresu a kyberšikany.
- Projekt e-Bezpečí.cz je zásadní informační zdroj pokrývající většinu témat spojených s nebezpečími on-line světa a digitálních sociálních sítí, a to se zaměřením na děti a mládež.[13]
- PRVoK Centrum prevence rizikové virtuální komunikace.[14]
- Nevypusť duši, preventivní program v péči o duševní zdraví.[15]
- Replug me, organizace zaměřující se na zdravé používání technologií a specializace na digitální detox.[16]